# Jon Eardley
Jon Eardley (* 30. September 1928 in Altoona, Pennsylvania; † 1. April 1991 in Verviers, Belgien) war ein US-amerikanischer Jazztrompeter, der lange Zeit in Europa aktiv war.
Eardley begann im Alter von elf Jahren Trompete zu spielen. Von 1946 bis 1949 war er Mitglied einer Band der US Air Force. Dann spielte er bei Buddy Rich und Gene Williams. 1954 trat er mit Phil Woods in New York auf, an dessen Prestige-Alben wie Pot Pie er mitwirkte. Bekannt wurde er vor allem durch seine Zusammenarbeit mit Gerry Mulligan in dessen pianolosem Quartett und Sextett zwischen 1954 und 1957.
1963 übersiedelte er nach Belgien, 1969 nach Deutschland, wo er u. a. im WDR-Rundfunk-Tanzorchester und in Harald Banters WDR-Media Band spielte. Er lehrte an der Hochschule für Musik und Tanz in Köln. In Köln trat er auch mit Chet Baker auf.

## Diskographie
- In Hollywood mit Larry Bunker, Pete Jolly, Red Mitchell, 1954
- Hey, There mit Teddy Kotick, J. R. Monterose, Nick Stabulas, George Syran, 1955
- The Jon Eardley Seven mit Milt Gold, Teddy Kotick, Zoot Sims, Nick Stabulas, George Syran, Phil Woods, 1956
- Nameley Me mit Peter King, John Taylor, Ron Mathewson, Mickey Roker, 1977
- Stablemates mit Al Haig, Art Themen, Daryl Runswick, Allan Ganley, 1977
- Chet Baker Live at Club Salt Peanuts Köln Germany, Volumes 1 & 2 (mit Bob Mover, Dennis Luxion, Rocky Knauer, Burkhart Ruckert; Circle Records) 1981

## Lexikalische Einträge
- Jürgen Wölfer: Jazz in Deutschland. Das Lexikon. Alle Musiker und Plattenfirmen von 1920 bis heute. Hannibal, Höfen 2008, ISBN 978-3-85445-274-4.